# Cecilia León de la Barra
Cecilia León de la Barra (Ciudad de México, 1975) es una diseñadora industrial mexicana, es la curadora de la sección de diseño en Zona Maco.

## Trayectoria
Es egresada de Diseño Industrial en la Universidad Iberoamericana y tiene una maestría en Estudios de Diseño por Centro Diseño, Cine y  Televisión.
Fue docente en la Universidad Iberoamericana de 2004 a  2011, y desde 2005 es académica en Centro Diseño, Cine y  Televisión.
Colabora en proyectos independientes diseño, interiores y producto mobiliario. Cofundó la tienda colectivo diseño, interiores y mobiliario MOB; el colectivo NEL.
Realizó colaboraciones con las revistas Celeste, Gatopardo y Código, y formó parte del consejo editorial de la revista Arquine. 
En 2010 presentó la exposición Hecho a mano: nuevos procesos colaborativos de diseño, en Casa del Lago Juan José Arreola.
Ha expuesto en México, Milán, Berlín, París, Madrid, Washington, Londres y Nueva York, y su trabajo ha sido publicado en libros y revistas nacionales e internacionales.
Como curadora participó en:
- HECHO A MANO: Nuevos Proceso Colaborativos de Diseño, en Casa del Lago
- Copias: transformación y evolución de procesos creativos, en Archivo Diseño y Arquitectura
- Contar el  tiempo, en Centro
- Trazos  ciclistas, (co-curadora) para Archivo Diseño y Arquitectura, en 2015
- Colección Momentos, diseñada en México 1999-2015, en el Museo Universitario del Chopo.[7]

Es curadora de la sección de diseño en la feria de arte contemporáneo Zona Maco, desde 2014.